# BT Italia
BT Italia S.p.A. (originariamente Albacom S.p.A., poi BT Albacom S.p.A.) è la filiale italiana di BT Group Plc, gruppo britannico di telecomunicazioni.
Nata nel 1995 da BT e BNL, può contare su un ampio portfolio di soluzioni che spaziano dal networking alla sicurezza, dalla videoconferenza alla business mobility.

## Storia
Albacom nasce a Roma nel settembre 1995. La società di telecomunicazioni, che rappresenta la realizzazione di un progetto targato BT e BNL, si sviluppa come operatore fisso attivo in Italia e all'estero per il mercato business, focalizzando la propria attività sull'offerta di servizi e soluzioni ICT alle piccole e medie imprese, alle grandi aziende e alla pubblica amministrazione. Nella compagine sociale entrano successivamente Eni e Mediaset e successivamente ne escono, insieme a BNL, alla fine del 2004, quando l'intero capitale sociale viene acquisito da BT. Il 4 febbraio 2005 la compagnia modifica la denominazione sociale in BT Albacom.
Il 2006 ha visto l'integrazione in BT Albacom delle attività di Atlanet (fondata da Acea, Fiat e Telefónica nel 2000) ceduta il 1º marzo 2006 dal Gruppo Fiat a BT per 80000000 €, ed un nuovo cambio di ragione sociale in BT Italia.
Nel febbraio 2007 la capogruppo BT Group lancia un'OPA su I.NET, allora quotata alla Borsa di Milano, finalizzata ad acquisire la totalità del capitale dell'azienda di cui BT già deteneva circa il 65%. L'operazione si conclude con l'integrazione di I.NET in BT Italia nel gennaio 2008. Contestualmente BT Italia acquisisce ERPTech.
Il 18 Ottobre 2019, BT lancia il nuovo logo e il nuovo slogan "Beyond Limits".
A febbraio 2022 BT cede la controllata ERPTech a WIIT.
Il 31 gennaio 2024 BT cede la controllata BT Enìa a Retelit.
Il 23 aprile 2025 ha siglato un accordo preliminare per la cessione a Retelit.

## Network

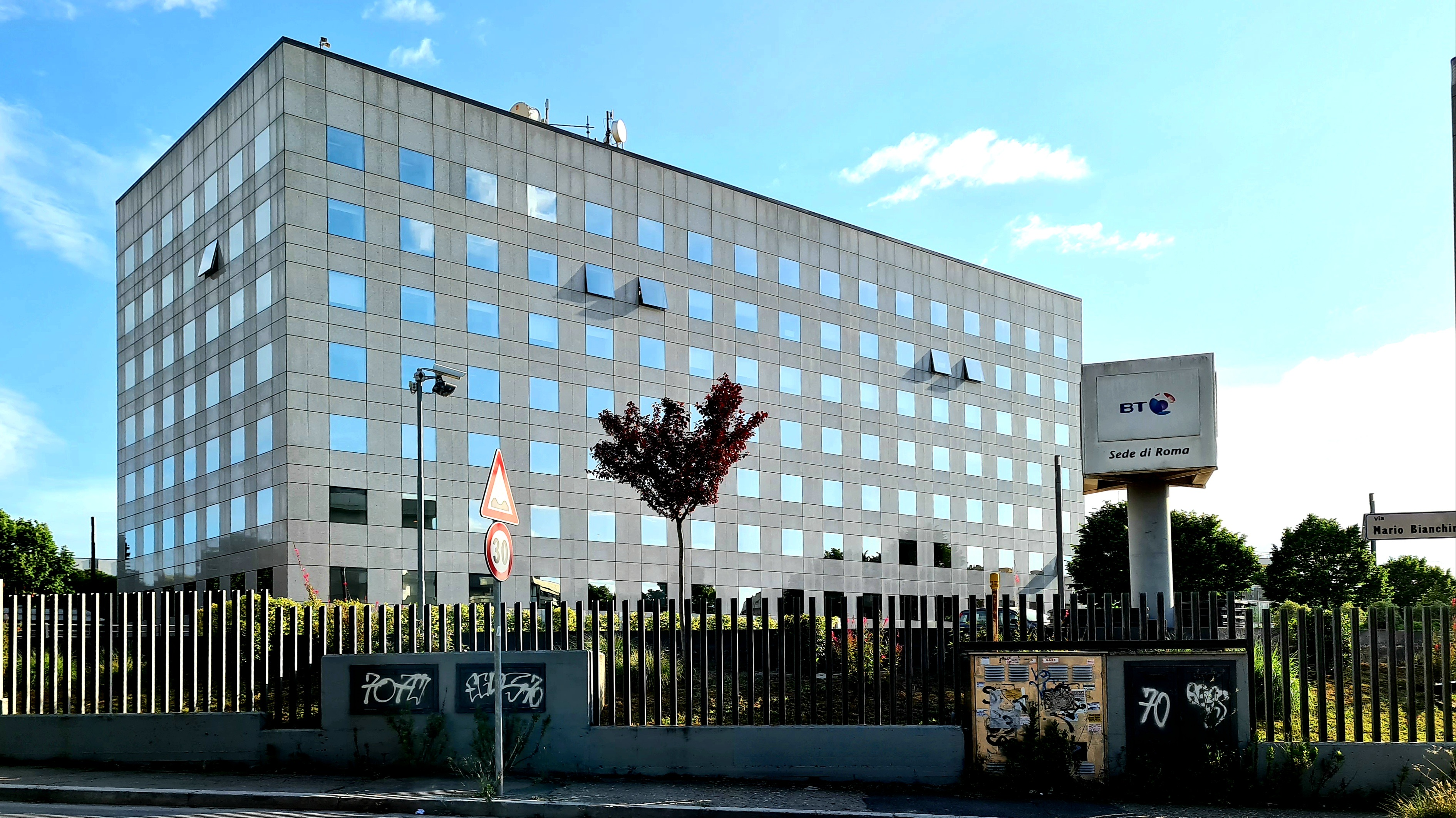
Sede di Roma

BT Italia gestisce oggi una base clienti di circa 80.000 aziende e una rete in fibra ottica (di proprietà) di oltre 17.000 km e quattro data center nelle aree di Milano e Roma.
BT Italia offre servizi voce, dati, su piattaforma ATM (Asynchronous Transfer Mode) e Frame Relay, e internet, su piattaforma IP/MPLS (Internet Protocol/Multi Protocol Label Switching), sfruttando tecnologia xDSL (Digital Subscriber Loop), CDN (Circuito diretto numerico), radio, dial-up su linea PSTN (Public Switched Telephone Network) o ISDN (Integrated Services Digital Network), con modalità di accesso diretto ULL (Unbundling Local Loop) o indiretto (in interconnessione con la rete Telecom Italia).
Offre inoltre servizi di gestione IT e di sicurezza sfruttando la propria rete di data center ed il proprio SOC.

## Telefonia mobile
Dal 2007 BT Italia è operatore virtuale di telefonia mobile (MVNO) appoggiandosi su rete Vodafone ed ha sviluppato un portafoglio di soluzioni e servizi di business mobility. I prefissi sono: 377-7, 371-0.
Da luglio 2014 è passato da semplice MVNO a Full MVNO lasciando Vodafone per TIM.